# Rifargia everiti
Rifargia everiti är en fjärilsart som beskrevs av William Schaus 1928. Rifargia everiti ingår i släktet Rifargia och familjen tandspinnare. Inga underarter finns listade.